# Paakalampi
Paakalampi är en sjö i kommunen Parikkala i landskapet Södra Karelen i Finland. Arean är 35 hektar och strandlinjen är 4,78 kilometer lång. Sjön  ingår i Vuoksens huvudavrinningsområde.   Den ligger omkring 120 kilometer nordöst om Villmanstrand och omkring 320 kilometer nordöst om Helsingfors. 